# Stadnicka Wola
Stadnicka Wola – wieś sołecka w Polsce położona w województwie świętokrzyskim, w powiecie koneckim, w gminie Końskie.
W latach 1975–1998 miejscowość administracyjnie należała do województwa kieleckiego.
Przez wieś przechodzi  niebieski szlak turystyczny z miejscowości Pogorzałe do Kuźniaków. We wsi Stadnicka Wola istnieje Zespół Szkół: podstawowej i gimnazjalnej im. Armii Krajowej.
Stadnicka Wola jest miejscem urodzenia polskiej rzeźbiarki Jadwigi Janus.
W Stadnickiej Woli jest cmentarz odremontowany w 2014 roku. Pochodzi z końca XIX i początku XX w. Ludzie tam pochowani zmarli na cholerę.
Wierni kościoła rzymskokatolickiego należą do parafii Matki Bożej Nieustającej Pomocy w Końskich lub do parafii św. Anny i św. Jana Chrzciciela w Końskich.